# Råda socken, Askims härad
Råda socken i Västergötland ingick i Askims härad, ingår sedan 1971 i Härryda kommun och motsvarar från 2016 Råda distrikt.
Socknens areal var den 1 januari 1952 39,82 kvadratkilometer, varav 34,52 kvadratkilometer land. År 2000 fanns här 14 393 invånare. Råda säteri, orterna Pixbo, Lahall och Lilla Kullbäckstorp samt tätorten Mölnlycke med sockenkyrkan Råda kyrka ligger i socknen.

## Administrativ historik
Socknen har medeltida ursprung.
Den 1 januari 1949 (enligt beslut den 12 december 1947) överfördes till Råda socken hemmanen Benareby n:r 1 Västergården, Benareby n:r 2 Östergården, Bolås, Hyltan och Långenäs från Landvetters socken. Hela området hade 236 invånare och omfattade en areal av 11,99 km², varav 9,45 km² land.
Vid kommunreformen 1862 övergick socknens ansvar för de kyrkliga frågorna till Råda församling och för de borgerliga frågorna bildades Råda landskommun. Landskommunen uppgick 1971 i Härryda kommun.
1 januari 2016 inrättades distriktet Råda, med samma omfattning som församlingen hade 1999/2000.
Socknen har tillhört län, fögderier, tingslag och domsagor enligt vad som beskrivs i artikeln Askims härad. De indelta båtsmännen tillhörde 2:a Bohusläns båtsmanskompani.

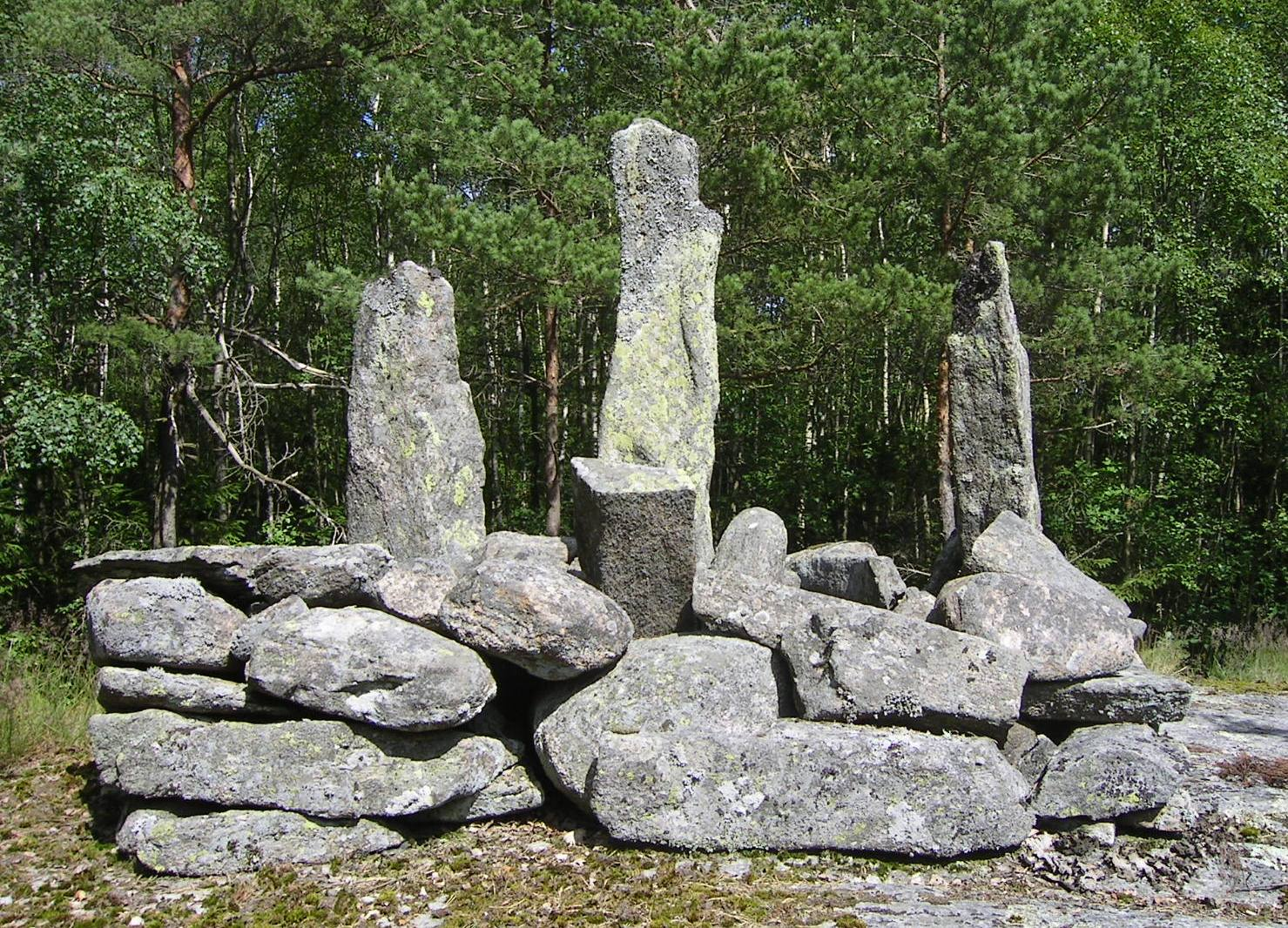
Gränsröse mellan Råda och Landvetters socknar samt Askims och Sävedals härad

## Geografi och natur
Råda socken ligger sydost om Göteborg närmast öster om Mölndal kring Mölndalsån mellan Landvettersjön och Rådasjön. Socknen är utanför ådalen en sjörik starkt kuperad skogsbygd.Utöver Landvettersjön som delas med Landvetters socken och Rådasjön som delas med Fässbergs socken i Mölndals kommun så är de största insjöarna Yxsjön som delas med Landvetters socken, Nordsjön som delas med Landvetters socken och Lindome socken i Mölndals kommun samt Finnsjön som delas med Lindome socken.
Det finns tre naturreservat i socknen. Delsjöområdet som delas med Örgryte socken i Göteborgs kommun och Fässbergs socken i Mölndals kommun samt Rådasjön som delas med Fässbergs socken ingår i EU-nätverket Natura 2000 medan Yxsjön som delas med Landvetters socken är ett kommunalt naturreservat.
Sätesgårdar var Råda säteri, Mölnlycke herrgård och Pixbo herrgård. Mangårdsbyggnaden till Mölnlycke herrgård flyttades först till Älvängen och 2016 vidare till Skönningared i Ale kommun.
På 1600-talet låg Askims härads tingsställe i Pixbo.
Tidigare har det funnits drygt ett tiotal handelsträdgårdar i Råda och i Mölnlycke samhälle, bland annat vid Råda säteri och Pixbo herrgård.

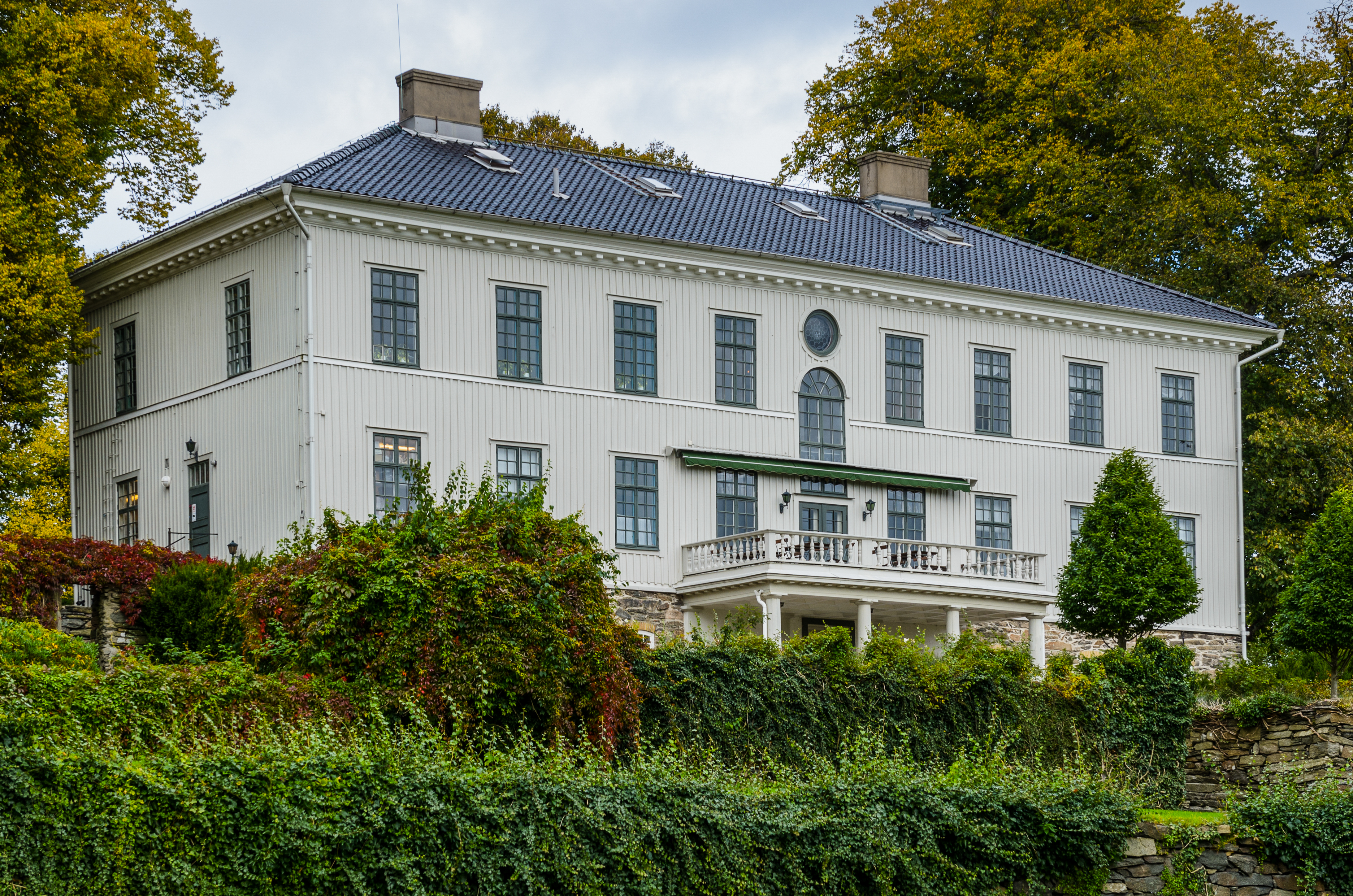
Råda säteri.
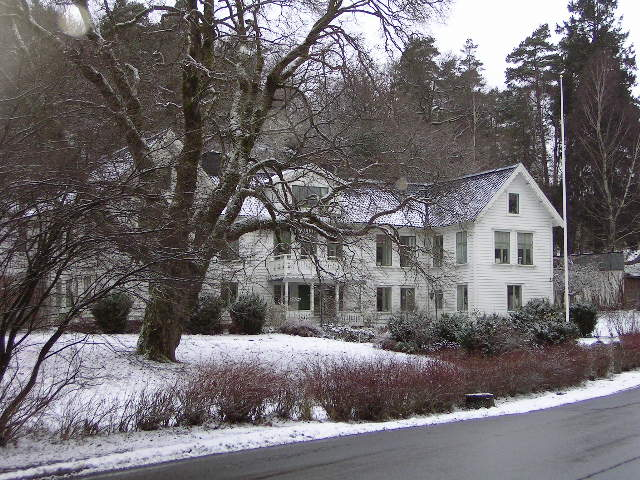
Pixbo herrgård.
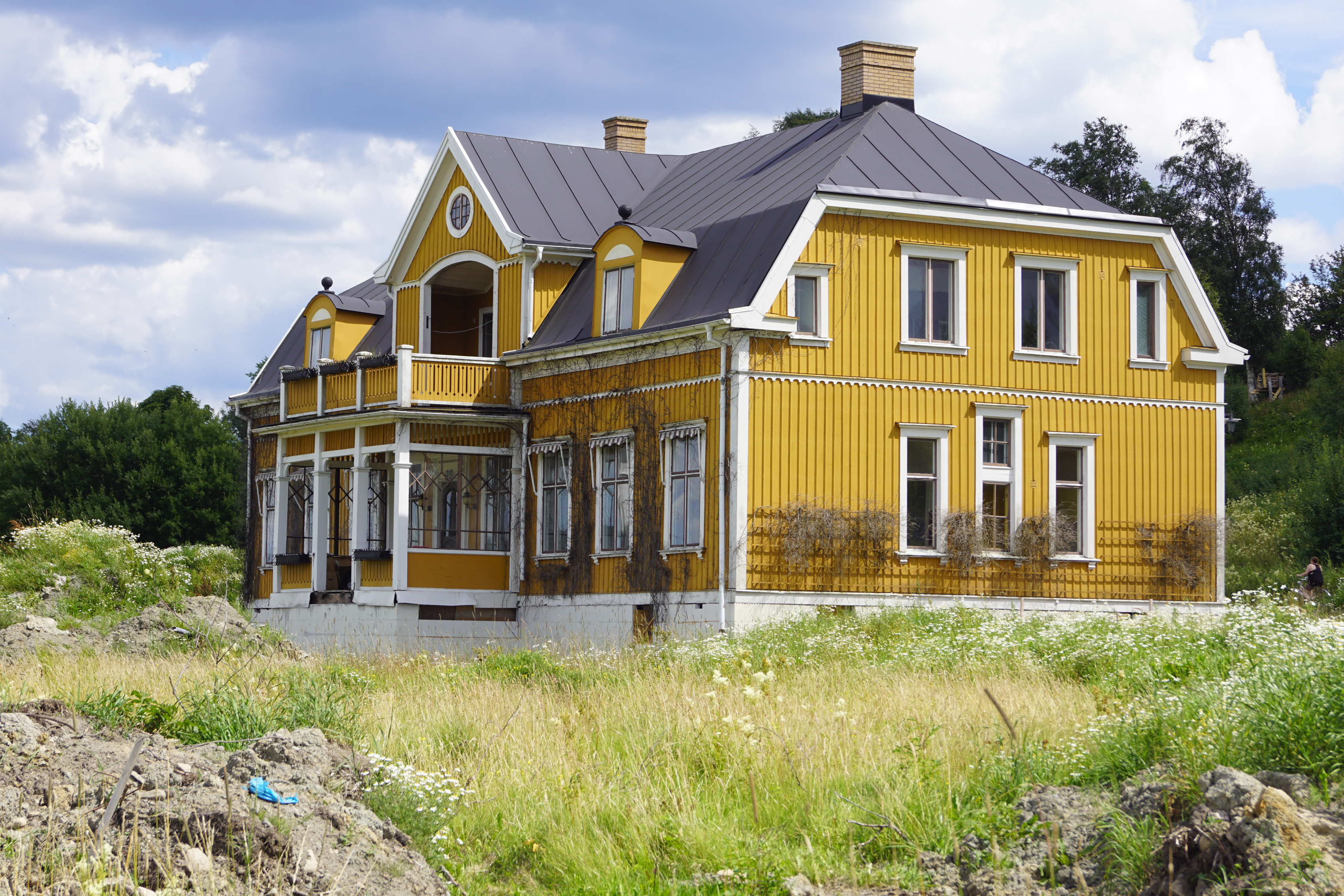
Mölnlycke herrgård på sin nuvarande plats i Skönningared, Ale kommun.

### Byar och gårdar
- Råda säteri som ännu finns kvar. Markerna är delvis bebyggda med hyreshus, radhus och kedjehus.
- Bråta, idag delvis bebyggt med villor
- Djupedalsäng, idag ett villa- och kedjehusområde
- Hulebäck, där nu ett villaområde finns
- Hårskered, beläget söder om Mölnlycke, nära gränsen till Kållereds socken
- Hönekulla, som nu är tätbebyggelse
- Kindbogården, på vars plats ett villaområde nu ligger
- Kullbäckstorp, som huvudsakligen är bebyggt med villa- och radhusområden. En del av Kullbäckstorp räknas som småort, se Lilla Kullbäckstorp
- Lahall, söder om Mölnlycke, idag en småort
- Pixbo herrgård
- Solsten, som är ersatt av villaområde och industriområde. En gård i Solstens by är nu Råda hembygdsgård.

## Fornlämningar
Några boplatser och lösfynd från stenåldern har påträffats.

## Befolkningsutveckling
Befolkningen minskade från 407 1810 till 341 1820 varefter den ökat ganska regelbundet till 12 332 1990.

## Namnet
Namnet skrevs 1530 Rode, 1540 Rwda och kommer från en gård. Namnet innehåller ryd, röjning'